# سیارک ۱۰۷۷۸
سیارک ۱۰۷۷۸ (به انگلیسی: 10778 Marcks، نامگذاری:1991GN10) ده هزار و هفتصد و هفتاد و هشتمین سیارک کشف شده‌است که در ۹ آوریل ۱۹۹۱ کشف شد.
قدر مطلق سیارک برابر ۱۴٫۶۰ است.